# El generalísimo Francisco Franco todavía está muerto

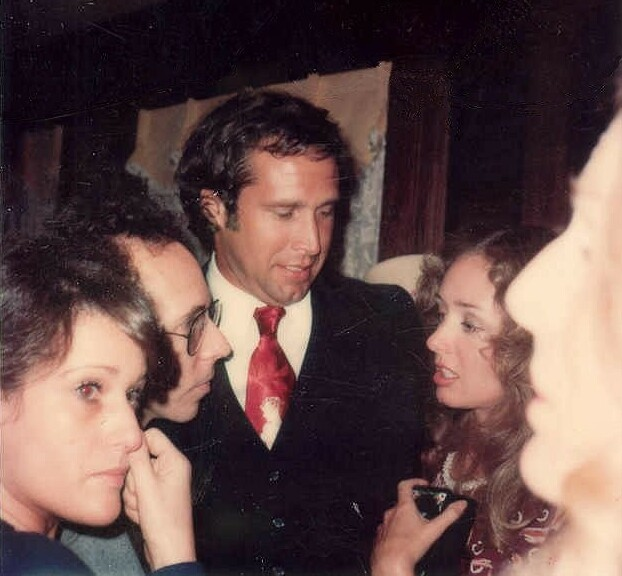
Chevy Chase en 1976

Generalissimo Francisco Franco is still dead (literalmente, «El generalísimo Francisco Franco todavía está muerto») es una broma recurrente que procede del programa estadounidense de comedia Saturday Night Live, concretamente de su sección Weekend Update, presentada por Chevy Chase. Surgió como parodia de la continua cobertura mediática sobre el estado del salud del dictador en los días previos a su fallecimiento.
En su primera aparición, el 22 de noviembre de 1975, Chase citó las condolencias del expresidente Richard Nixon, «El general Franco era un amigo y aliado leal de los Estados Unidos», mientras en segundo plano se mostraba una fotografía de Franco haciendo el saludo fascista al lado de Adolf Hitler. El gag continuó, con diversas variaciones, durante veintiún episodios del programa hasta 1977.
La frase se usa ocasionalmente en blogs, periódicos y televisión para indicar que un tema ya ha recibido demasiada atención de los medios de comunicación.